# Ommatius humatus
Ommatius humatus är en tvåvingeart som beskrevs av Scarbrough 1994. Ommatius humatus ingår i släktet Ommatius och familjen rovflugor.
Artens utbredningsområde är Costa Rica. Inga underarter finns listade i Catalogue of Life.